# 남쪽물고기자리 TW
남쪽물고기자리 TW는 남쪽물고기자리에 있는 K형. 주계열성으로, 지구에서 24.9광년 떨어져 있다. 이름에 붙어 있는 TW 기호는 변광성을 의미하는 학술 용어이다. 이 별은 플레어 별로, 용자리 BY 변광성이기도 하다. 밝기는 +6.44에서 +6.49등급 사이에서 변한다. 태양보다 광도와 질량 모두 좀 더 작음에도 불구하고, 플레어 별 중에서는 매우 밝고 큰 편에 속한다. 보통 대부분의 플레어 별은 M형의 적색 왜성들이기 때문이다.
남쪽물고기자리 TW는 근처의 밝은 별 포말하우트에서 1광년도 떨어져 있지 않다. 두 별은 고유 운동을 공유하고 있기 때문에 하나의 항성계일 가능성도 있다.